# Оуенс-Кросс-Роадс
Оуенс-Кросс-Роадс (англ. Owens Cross Roads) — місто (англ. town) в США, в окрузі Медісон штату Алабама. Населення — 2594 особи (2020).

## Географія
Оуенс-Кросс-Роадс розташований за координатами 34°35′8″ пн. ш. 86°27′18″ зх. д. / 34.58556° пн. ш. 86.45500° зх. д. (34.585458, -86.455027).  За даними Бюро перепису населення США в 2010 році місто мало площу 21,80 км², з яких 21,49 км² — суходіл та 0,31 км² — водойми.

## Демографія
Згідно з переписом 2010 року, у місті мешкала 1521 особа в 593 домогосподарствах у складі 409 родин. Густота населення становила 70 осіб/км².  Було 650 помешкань (30/км²).
Расовий склад населення:
| - 91,5 % — білих - 3,6 % — чорних або афроамериканців - 1,0 % — корінних американців - 0,3 % — азіатів |

До двох чи більше рас належало 3,0 %. Частка іспаномовних становила 2,2 % від усіх жителів.
За віковим діапазоном населення розподілялося таким чином: 23,1 % — особи молодші 18 років, 60,0 % — особи у віці 18—64 років, 16,9 % — особи у віці 65 років та старші. Медіана віку мешканця становила 38,1 року. На 100 осіб жіночої статі у місті припадало 97,0 чоловіків;  на 100 жінок у віці від 18 років та старших — 93,1 чоловіків також старших 18 років.
Середній дохід на одне домашнє господарство  становив 67 041 долар США (медіана — 51 750), а середній дохід на одну сім'ю — 72 648 доларів (медіана — 61 875). За межею бідності перебувало 9,5 % осіб, у тому числі 15,5 % дітей у віці до 18 років та 2,6 % осіб у віці 65 років та старших.
Цивільне працевлаштоване населення становило 767 осіб. Основні галузі зайнятості: освіта, охорона здоров'я та соціальна допомога — 19,6 %, науковці, спеціалісти, менеджери — 14,2 %, виробництво — 13,6 %.